# Amphineurus (Amphineurus) molophilinus
Amphineurus (Amphineurus) molophilinus is een tweevleugelige uit de familie steltmuggen (Limoniidae). De soort komt voor in het Australaziatisch gebied.